# Paolo Ottavi
Paolo Ottavi (Fermo, 7 gennaio 1986) è un ex ginnasta italiano.

## Biografia
Nato nel 1986 a Fermo, a 26 anni ha partecipato ai Giochi olimpici di Londra 2012, arrivando 22º nel concorso individuale con 86.331 punti (12.466 al corpo libero, 14.033 al cavallo con maniglie, 15.016 agli anelli, 15 al volteggio, 14.1 alle parallele e 14.033 alla sbarra). Non si è riuscito invece a qualificare alle finali dei singoli attrezzi (43º con 14.266 al corpo libero, 39º con 13.7 al cavallo con maniglie, 24º con 14.866 agli anelli, 58º con 14.933 al volteggio, 44º con 14.5 alle parallele e 39º con 14.066 alla sbarra).
Nel 2009 ha vinto la medaglia d'oro nel concorso a squadre ai Giochi del Mediterraneo di Pescara, insieme ad Alberto Busnari, Andrea Cingolani, Matteo Morandi ed Enrico Pozzo, mentre 4 anni dopo, a Mersin 2013 è stato argento, sempre nel concorso a squadre, dietro alla Spagna, in squadra con Andrea Cingolani, Ludovico Edalli, Enrico Pozzo e Paolo Principi.
Dopo l’esordio in squadra nazionale juniores con un triangolare Italia-Germania-Spagna svolto ad Arezzo il 17/11/2001, a 16 anni, nel 2002, ha partecipato ai Campionati europei di Patrasso, classificandosi 8º nel concorso a squadre; nel 2004 ha preso parte agli Europei di Lubiana, terminando 7º nel concorso a squadre, 10º nel concorso individuale, 8º nel corpo libero e 8º agli anelli.
L’esordio nella squadra nazionale seniores avviene nel 2005, in occasione delle Universiadi di Izmir; a Birmingham 2010 si è classificato 6º nel concorso a squadre e 5º agli anelli, mentre ai Campionati europei di specialità del 2011 svolti a Berlino ha mancato la qualificazione in finale agli anelli per soli 1,25 decimi di punto, classificandosi come 2ª riserva. 
Alle Universiadi di Kazan nel 2013 ottiene un 13º posto nel concorso individuale. 
Ai Mondiali ha partecipato ad Aarhus 2006, Rotterdam 2010, Tokyo 2011, Nanning 2014 e Glasgow 2015.
Agli Italiani assoluti è stato campione italiano nel concorso individuale nel 2010, spezzando il duopolio Morandi-Pozzo, che si erano divisi i 9 titoli precedenti, e poi oro negli anelli nel 2013, argento alla sbarra nel 2013 e agli anelli nel 2014 e bronzo alle parallele simmetriche nel 2013 e agli anelli nel 2015, 2016 e 2017.
Ha terminato la carriera nel 2017, a 31 anni, entrando poi nei quadri federali come collaboratore tecnico presso l’Accademia Federale di Fermo.

## Palmarès

### Giochi del Mediterraneo
- - 🥇 Oro (Concorso a squadre a Pescara 2009)
  - 🥈 Argento (Concorso a squadre a Mersin 2013)

### 2002
- - 🥈Argento Volteggio

### 2006
- - 🥈Argento Parallele

### 2008
- - 🥉Bronzo Concorso generale
  - 🥉Bronzo Parallele

### 2009
- - 🥉Bronzo Concorso generale
  - 🥈Argento Corpo libero
  - 🥉 Bronzo Parallele

### 2010
- - 🥇Oro Concorso generale
  - 🥉Bronzo Corpo libero
  - 🥉Bronzo Anelli
  - 🥉Bronzo Sbarra

### 2011
- - 🥉Bronzo Concorso

generale
- - 🥉Bronzo Corpo libero
  - 🥉Bronzo anelli

### 2013
- - 🥇Oro Anelli
  - 🥉Bronzo Parallele
  - 🥈Argento Sbarra

### 2014
- - 🥈Argento Anelli

### 2015
- - 🥉Bronzo Anelli

### 2016
- - 🥉Bronzo Anelli

### 2017
- - 🥉Bronzo Anelli